# Геноцид армян
Геноци́д армя́н (арм. Հայոց Ցեղասպանություն, тур. Ermeni soykırımı — геноцид армян, тур. Ermeni Kırımı — армянская резня; по-армянски чаще используется выражение Մեծ Եղեռն МФА: [mɛts jɛˈʁɛrn] — Великое Злодеяние) — геноцид, организованный и осуществлённый в 1915 году (по мнению некоторых источников, продлившийся до 1923 года) на территориях, контролируемых властями Османской империи. Геноцид проводился путём физического уничтожения и насильственной депортации, включая перемещение гражданского населения в условиях, приводящих к неминуемой смерти («Марши смерти»). Наряду с письменными приказами с требованием о депортации, Министерство внутренних дел и ЦК партии «Единение и прогресс» распространяли устные секретные приказы об организации массовых убийств армянских переселенцев. Одной из целей этой политики было полное очищение от армянского населения шести «армянских вилайетов» Османской империи.
Геноцид армян проводился в несколько этапов: разоружение армянских солдат, состоящих на службе османской армии, избирательная депортация армян из приграничных к боевым действиям районов (см. Кавказский фронт ПМВ), принятие закона о высылке, массовая депортация и убийства армян. Некоторые историки включают в него убийства 1890-х годов, резню в Смирне и действия турецких войск в Закавказье в 1918 году (см. раздел Османская империя и Республика Армения в 1918—1923 годах).
Основными организаторами геноцида считаются лидеры младотурок Мехмед Талаат-паша, Ахмед Джемаль-паша и Энвер-паша, а также руководитель «Особой организации» Бехаэддин Шакир. Одновременно с геноцидом армян, в Османской империи имели место геноцид ассирийцев и геноцид греков. Бо́льшая часть армянской диаспоры возникла из бежавших из Османской империи армян.
Термин «геноцид» был предложен его автором Рафаэлем Лемкиным для обозначения массового уничтожения армян в Османской империи и евреев на территориях, оккупированных нацистской Германией. Геноцид армян является вторым по изученности актом геноцида в истории после Холокоста. В совместной Декларации от 24 мая 1915 года стран-союзниц (Великобритания, Франция и Россия) массовые убийства армян впервые в истории были признаны преступлением против человечности.
Современные Турция и Азербайджан, а также официальная историография этих стран отрицают факт геноцида, но признают многочисленные армянские жертвы.

## Исторические предпосылки
Армянский этнос сформировался к VI веку до н. э. на территории Армянского нагорья (территории современных Азербайджана, Армении, Ирана и Турции).
На протяжении всей истории, контроль над Арменией, расположенной на стыке Европы и Азии, играл ключевую роль в политике государств региона. Находясь на пересечении основных торговых путей и вблизи крупных центров производств шёлка и других важных товаров, Армянское нагорье было местом постоянных военных конфликтов и опустошительных набегов.
Ко второму веку до н. э. армяне объединились под властью царя Арташеса I, образовав государство Великая Армения. Наибольшую территорию она имела в период правления царя Тиграна II Великого, когда границы его империи раздвинулись от Евфрата, Средиземного моря и Палестины на западе до Каспийского моря на востоке. В самом начале IV в. н. э. Армения стала первой страной, официально принявшей христианство как государственную религию, в 405 году учёным Месропом Маштоцем был создан армянский алфавит, а в первой половине V века на армянский язык была переведена Библия. Принятие христианства стало определяющим фактором, объединявшим армянский этнос после его разделения и утраты государственности, а Армянская апостольская церковь стала важнейшим институтом национальной жизни. В 428 году Великая Армения прекращает своё существование, и до VII века Западной Арменией правят византийцы, а Восточной — персы. С середины VII века большая часть территории Армении находилась под властью арабов. В 860-х годах Армянское царство восстанавливает свою независимость под властью династии Багратидов. В 1045 году византийцы захватывают столицу Армении — Ани. В 1080 году князь Рубен I основывает Киликийское армянское государство, в 1198 году князь Левон II принимает титул царя. В 1375 году египетские мамлюки захватывают Киликию, в результате чего независимое армянское государство прекращает своё существование. В дальнейшем, остатки армянской государственности сохранились только в Нагорном Карабахе (меликства Хамсы) и Сюнике (Зангезуре). Религиозное противостояние армян, не желавших отказаться от христианства во время многочисленных вторжений мусульман (арабских Аббасидов, сельджуков и огузских тюрок, персов) на территорию исторической Армении, происходивших на протяжении столетий, а также опустошительные войны и вынужденные массовые переселения армян, привели к сильным изменениям в этнической структуре населения региона — численность армянского населения уменьшалась.

## Население Османской империи и терминология
Население Османской империи в конце XIX века было этнически разнообразным. В него входило несколько мусульманских этносов: турки, курды, арабы, черкесы и прочие выходцы с Северного Кавказа и др., среди христианских этносов выделялись армяне, греки, болгары и др. Также в Османской империи жили евреи и представители некоторых других народов. В рядах османского офицерского корпуса служили, в том числе, арабы, также занимавшие высокие правительственные должности, особенно во время правления (1876—1909) султана Абдул-Хамида II.
До начала XX века этноним «турок» (Türk) часто употреблялся в уничижительном смысле. «Турками» именовали тюркоязычных крестьян Анатолии, с оттенком презрения к их невежественности (напр. kaba türkler «грубые турки»). В начале XX века, с приходом к власти младотурок, политика турецкого национализма стала более заметной, пантюркизм стал официальной идеологией, а этноним «турок» потерял отрицательную коннотацию (см. раздел «Организация уничтожения армян»). Тем не менее многие арабы продолжали считать себя «османами» до конца существования империи.
В статье при описании событий, предшествующих распаду Османской империи, для идентификации мусульманского населения, если это не определённые этнические группы (как, например, курдские кочевые племена), используются термины «мусульмане» или «османы», хотя, строго говоря, в число последних формально входили и армяне. Так, в состав османских войск эпохи Первой мировой войны входили представители почти всех подвластных османским султанам народов, в том числе армяне. При описании государственных институтов империи до окончания Первой мировой войны в основном используются термины «оттоманский» или «османский», реже «турецкий» — хотя это принятое наименование в русской историографии (например, Русско-турецкая война (1877—1878)).
В убийствах армян принимали участие многие мусульманские этносы, в том числе курды и черкесы, однако эти действия часто совершались по указаниям турецких должностных лиц.
- Гравюра Яна Лёйкена «Армянский ребёнок, убитый турком», 1681 г.

## Османская империя и армянский вопрос
Армяне Османской империи, не будучи мусульманами, считались второразрядными гражданами — зимми. Армянам запрещалось носить оружие, они должны были платить более высокие налоги. Армяне-христиане не имели права свидетельствовать в суде.
Несмотря на то, что 70 % армянского населения составляли бедные крестьяне, среди мусульманского населения был распространён стереотип хитрого и успешного армянина с большим коммерческим талантом. В свою очередь, те из армян, кто смог разбогатеть, постоянно вызывали взрывы возмущения мусульманского населения. Враждебность к армянам усугубляли нерешённые социальные проблемы в городах и борьба за ресурсы в сельском хозяйстве. Эти процессы осложнялись притоком мухаджиров — мусульманских беженцев с Кавказа (после Кавказской войны и русско-турецкой войны 1877—1878 годов) и из новообразованных балканских государств, а также крымских татар. Изгнанные христианами со своих земель, беженцы переносили свою ненависть на местных христиан. Претензии армян на предоставление гарантий личной и коллективной безопасности и одновременное ухудшение их положения в Османской империи привели к возникновению так называемого «армянского вопроса» как части более общего восточного вопроса.
В 1882 году в Эрзерумской области было создано одно из первых армянских объединений — «Сельскохозяйственное общество», призванное защитить армян от грабежей, осуществлявшихся курдскими и другими кочевыми племенами. В 1885 году была создана первая армянская политическая партия Арменакан, платформа которой предусматривала достижение местного армянского самоопределения посредством просвещения и пропаганды, а также военной подготовки для отпора государственному террору. В 1887 году возникла Социал-демократическая партия «Гнчак», целью которой было освобождение турецкой Армении путём революции с участием всех этнических групп и создание независимого социалистического государства. Наконец, в 1890 году в Тифлисе прошёл первый съезд наиболее радикальной партии Дашнакцутюн. Программа партии предусматривала автономию в пределах Османской империи, свободу и равенство для всех групп населения, а в социальной части опиралась на создание крестьянских коммун как основных элементов нового общества.
- Азиатская Турция с указанием 6 армянских вилайетов. Карта 1903 года

## Массовые убийства армян в 1894—1896 годах
Массовые убийства в 1894—1896 годах, унёсшие жизни многих десятков, а то и сотен тысяч армян, включали три основных эпизода: резню в Сасуне, убийства армян по всей территории империи осенью и зимой 1895 года и резню в Стамбуле и в районе Вана, поводом для которой послужили протесты местных армян. Наиболее кровавой и наименее изученной является вторая фаза. Степень участия властей в организации убийств до сих пор остаётся предметом ожесточённых споров.
В районе Сасуна курдские вожди обложили данью армянское население. В то же время османское правительство потребовало погашения задолженностей по государственным налогам, которые ранее прощались, учитывая факты курдских грабежей. На следующий год курды и османские чиновники потребовали от армян уплаты налогов, но натолкнулись на сопротивление, на подавление которого был послан Четвёртый армейский корпус. В результате было убито не менее 3000 человек. Послы Британии, Франции и России предложили создать комиссию по расследованию, однако предложение было отклонено Портой.
Протестуя против неурегулированности армянских проблем, гнчакисты в сентябре 1895 года решили провести большую демонстрацию, однако на их пути встала полиция. В результате начавшейся перестрелки десятки армян были убиты и сотни ранены. Полиция отлавливала армян и передавала их софтам — учащимся исламских учебных заведений Стамбула, которые забивали их до смерти. Резня продолжалась до 3 октября. 8 октября мусульмане убили и заживо сожгли около тысячи армян в Трабзоне. Это событие стало провозвестником организованной османскими властями серии массовых убийств армян в Восточной Турции: Эрзинджане, Эрзеруме, Гюмюшхане, Байбурте, Урфе и Битлисе.
Несмотря на то, что дашнаки воздерживались от публичных акций, резня 1895 года привела их к решению пойти на захват здания Оттоманского банка в Стамбуле. 26 августа 1896 года группа хорошо вооружённых дашнаков захватила здание Оттоманского банка, взяла европейский персонал в заложники и, угрожая взрывом банка, потребовала от турецкого правительства провести обещанные политические реформы. В результате переговоров представитель российского посольства и директор банка, Эдгар Винсент, уговорили нападающих покинуть здание банка под личные гарантии безопасности. Однако власти распорядились начать нападения на армян ещё до того, как группа дашнаков покинула банк. В течение двух дней при очевидном попустительстве властей было убито более 6000 человек.
Точное число жертв резни 1894—1896 годов подсчитать невозможно. Ещё до окончания насильственных действий находящийся в это время в Турции лютеранский миссионер Иоганнес Лепсиус, используя немецкие и другие источники, собрал следующую статистику: убитых — 88 243 человек, разорено — 546 000 человек, разграбленных городов и деревень — 2493, обращено в ислам деревень — 456, осквернено церквей и монастырей — 649, превращено в мечети церквей — 328. Оценивая общее число убитых, Кинросс приводит цифру 50—100 тысяч, Блоксхэм — 80—100 тысяч, Ованнисян — около 100 тысяч, Адалян и Тоттен — от 100 до 300 тысяч, Дадрян — 250—300 тысяч, Сюни — 300 тысяч человек.

## Приход младотурок к власти. Киликийская резня
Буржуазно-либеральные конституционные идеи, получившие распространение в Османской империи уже в 1860-е годы, при султане Абдул-Хамиде (1876—1909) воплотились в движение младотурок. В 1894 году появилась первая листовка от имени подпольного общества «Единение и прогресс» (Иттихад, тур. İttihat ve Terakki), которая призывала всех без различия вероисповедания подняться на борьбу против режима «кровавого» султана, деспотизма и тирании. На II конгрессе младотурок (Париж, 1907) с участием армянских национальных партий и лидеров македонского освободительного движения была принята «Декларация» о восстановлении конституции и созыве парламента. Она призывала ко всеобщему восстанию всех народов империи ради свержения режима Абдул-Хамида.
24 июля 1908 года Абдул-Хамид был вынужден пойти на уступки и 24 июля опубликовал указ о восстановлении конституции. Победа младотурок воодушевила мусульманское и армянское население империи. Однако при преобразовании движения «Единение и прогресс» в политическую партию (октябрь 1908 года) оказалось, что болезненный для империи национальный вопрос в программе новой партии рассматривается в духе идеологии паносманизма, согласно которой все подданные султана, независимо от вероисповедания, — «османы».
Младотурки начали терять популярность среди различных слоёв общества. Потеряли они поддержку и национально-политических сил, поскольку отказались от прежних обещаний по автономизации национальных областей. Вопреки ожиданиям армянского населения младотурецкий переворот не внёс существенных изменений и в положение проживавших в Турции армян.
В ночь на 13 апреля 1909 года солдаты столичного гарнизона подняли контрреволюционный мятеж, получивший поддержку Абдул-Хамида. Одновременно в Адане вспыхнула резня армянского населения. Власти вмешались только через два дня, когда уже были убиты более 2000 армян. Прибывшие в город армейские подразделения вместе с погромщиками напали на армянскую часть города, которая была полностью сожжена. Погромы прошли по всей Киликии, доходя до Мараша и Кессаба.
Младотурки фактически признали захват земель армянского населения, осуществлявшийся при Абдул-Хамиде, и поощряли переселение мухаджиров на эти территории. После подавления стамбульского мятежа младотурки начали кампанию насильственного отуречивания населения и запретили организации, связанные с нетурецкими этническими целями. 400 000 мухаджиров было размещено в Анатолии, что привело к значительному преобладанию мусульман в империи, хотя в середине XIX века немусульмане составляли около 56 % её населения.
После Балканских войн 1912—1913 гг. от Османской империи отпали эти былые вассальные территории, а внутри страны рухнула доктрина «османизма». Ей на смену пришёл пантюркизм, в который вложили усилия и местные пропагандисты, и эмигранты-националисты из царской России. Последние призывали «освободить российских турок» от власти монархической православной власти.
Перестав сотрудничать с партией турецких буржуазных революционеров Иттихат, армянские политические партии снова обратились за поддержкой к европейским державам. К 1914 году Россия добилась от турецких властей серьёзных уступок в отношении Турецкой Армении. После многолетних переговоров Россия совместно с другими европейскими державами заключила Соглашение о проведении реформ в армянских вилайетах, по которому предусматривалось создание двух зон из шести армянских областей и города Трапезунда, которые должны были управляться представителями европейских держав, согласованными с Портой (Речь идёт о Соглашении о проведении реформ в Армении, заключённом К. Н. Гулькевичем и Саид-Халимом 26 января 1914 года), так как все предыдущие договорённости о проведении «армянских реформ» — в частности, ст. 61 Берлинского конгресса и изданный в октябре 1895 года Абдул-Хамидом II Декрет о реформах в Армении — оставались только на бумаге и ещё больше усугубляли отношение турецкого государства к армянам. Этот план обострил армянский вопрос в глазах младотурецкого режима, который рассматривал план реформ как первый шаг к армянской государственности и угрозу существованию Оттоманской империи. Министр внутренних дел и член правящего триумвирата Талаат-паша начал разрабатывать меры по переселению армянского населения из шести восточноанатолийских вилайетов, чтобы таким образом избежать необходимости реформ. Практически через два месяца после начала военных действии между Турцией и Россией, первая аннулировала данное соглашение.

## Первая мировая война. Геноцид армян

### Организация уничтожения армян
|                                                                 |  |  |
| Младотурецкий триумвират: Талаат-паша, Энвер-паша, Джемаль-паша |  |  |

После революции Иттихат в 1908 году перед турками встала проблема поиска новой идентичности. Имперская оттоманская идентичность была подорвана конституцией, уравнявшей разные группы населения Османской империи в правах и лишившей турок имперского статуса. Кроме того, эта идеология проигрывала агрессивной идеологии пантюркизма и исламской доктрине. В свою очередь, позиции исламской идеологии подрывали факт наличия соседнего шиитского государства Персия и атеистическое мировоззрение лидеров Иттихат. Самым влиятельным идеологом младотурок был социолог и поэт Зия Гёкальп, сформулировавший принципы, в соответствии с которыми Османская империя приняла участие в Первой мировой войне. Эти принципы включали страну Туран, населённую туркоговорящими мусульманами, причём территория Турана должна была охватывать весь ареал тюркского этноса. Эта концепция, фактически исключающая нетюрок не только из власти, но и вообще из гражданского общества, была неприемлема для армян и других этнических меньшинств Османской империи. Наиболее удобный для основного населения империи пантюркизм был в течение нескольких лет принят почти всеми лидерами Иттихат в качестве основной идеологии. Армяне, идентифицировавшие себя, в первую очередь, с религиозной точки зрения, считали, возможно, ошибочно, тюркизм меньшим злом, чем ислам. Во время балканской войны 1912 года армяне в большинстве своём склонялись к идеологии османизма, а армянские солдаты — более 8 тысяч добровольцев — играли значительную роль в турецких войсках. Многие из армянских солдат, по свидетельству английского посла, демонстрировали исключительную храбрость. В свою очередь, армянские партии Гнчак и Дашнакцутюн заняли антиосманскую позицию. Представитель дашнаков организовывал в Тифлисе проармянские отряды для операций против Турции, а представители гнчакистов предлагали военную помощь российскому штабу на Кавказе.
2 августа 1914 года Турция подписала секретный договор с Германией, одним из пунктов которого было изменение восточных границ Османской империи для создания коридора, ведущего к мусульманским народам России, что подразумевало искоренение армянского присутствия на изменённых территориях. Эта политика была публично озвучена оттоманским правительством после вступления в войну 30 октября 1914 года. В обращении присутствовало утверждение о «естественном» объединении всех представителей турецкой расы. Соответствующая задача была сформулирована в турецко-германском договоре как «помощь Германии в расширении турецкой территории за счёт России таким образом, чтобы обеспечить непосредственное соприкосновение с мусульманским населением» (то есть завоевание русской Армении).
Сразу после заключения договора с Германией в Османской империи началась реквизиция имущества, непропорционально применяемая к христианам. В ноябре 1914 года был объявлен джихад, что подогрело антихристианский шовинизм среди мусульманского населения. По приказу Энвера и Джемаля британское и французское население Стамбула использовалось в качестве живого щита при атаках на фронтах. Широкое распространение получила стратегия использования потенциально мятежных этнических общин, проживающих на вражеской территории: так, Турция обратилась к мусульманам России, призывая их присоединиться к джихаду, Британия активно поддерживала арабские восстания, а Германия — украинских националистов. Османские власти попытались использовать Дашнакцутюн для организации восстания армян, проживающих в российском Закавказье, обещая в случае победы создание армянского района под турецким управлением, однако представители Дашнакцутюн заявили, что армяне каждой стороны должны оставаться лояльными своему правительству. Взбешённый этим отказом глава «Специальной организации» Бехаэддин Шакир приказал расстрелять несколько лидеров дашнаков. С другой стороны фронта, министр иностранных дел Российской империи предлагал использовать армян и курдов для организации восстаний в Турции. Наместник Кавказа Воронцов-Дашков призвал армян поддержать Россию и обещал, что Россия будет придерживаться плана автономии армянских регионов Турции, однако эти обещания были преднамеренным обманом: Несмотря на наличие предложений военно-морского и сельскохозяйственного министерств об аннексии в послевоенное время районов Османской империи с преимущественно армянским населением, высшее руководство империи в целом неодобрительно смотрело на эту перспективу, не желая иметь дело с армянским национализмом. Поэтому продвижение российских войск вглубь Анатолии происходило лишь в той мере, в которой оправдывалось военными соображениями; министр иностранных дел С. Д. Сазонов, по словам английского посла Бьюкенена, выразил намерение россиян «оккупировать как можно меньше земель к западу от Эрзерума». План Воронцова-Дашкова предусматривал создание руководимых русскими вооружённых армянских отрядов на Кавказе, в Турецкой Армении и Персии. Было сформировано пять батальонов, укомплектованных армянами с территорий, захваченных Россией у Турции в 1878 году, а также бежавшими из Турции. Армянские подразделения были развёрнуты на границе с Турцией в расчёте на то, что армяне по ту сторону границы поднимут восстание. Анатолийские армяне готовились к самообороне, получая поддержку от добровольцев из России. Аналогичная самоорганизация происходила у мусульман Кавказа, подстрекаемых Турцией к восстанию. Происходили столкновения между армянами и турками, например, диверсии на телеграфной линии в Ване и столкновения в Битлисе в конце 1914 — начале 1915 года, однако они носили локальный характер. Основное армянское население не поддерживало антиосманскую политику. Российская агитация среди курдов имела ещё меньший успех. Риторика сторон конфликта об «этнических братьях» на территории противника маскировала задачу использования этого населения в качестве пушечного мяса.
Присоединение нескольких тысяч мусульманских добровольцев к османским войскам после оккупации Турцией некоторых территорий Персии и российского Закавказья стала причиной депортации российских мусульман от российской границы, а также резни. Аналогичная политика проводилась против армян Турции. Эти демонстративно жестокие меры показывают, что для военных и нерегулярных формирований восточной Анатолии отношение к армянам уже было «игрой по правилам», они не колебались при применении жестоких мер для подавления любых инцидентов, которые ими уже не считались локальными. Однако до конца марта 1915 года резня армян носила публичный и предупредительный характер против возможных волнений, что качественно отличает её от более поздних депортаций и убийств, скрываемых лидерами Иттихат.

### Первые убийства
Через несколько часов после заключения секретного турецко-германского военного договора Иттихат объявила всеобщую мобилизацию, в результате которой почти все здоровые армянские мужчины были призваны в армию. Первый призыв коснулся возрастной категории 20—45 лет, следующие два — 18—20 и 45—60 лет. Вскоре после вступления в Первую мировую войну Османская империя оказалась втянута в военные действия на нескольких фронтах. Вторжение османских войск на территорию России и Персии увеличило ареал репрессий против армян: между ноябрём 1914 и апрелем 1915 года было ограблено 4—5 тысяч армянских деревень и убито в общей сложности 27 000 армян и множество ассирийцев.
На восточном фронте войска Энвера потерпели жестокое поражение под Сарыкамышем в январе 1915 года от русской армии. В результате османская армия была отброшена от Тебриза и Хоя. Победе российской армии в значительной степени помогли действия армянских добровольцев из числа проживавших в Российской империи армян, что привело к пропаганде Иттихат о предательстве армян в целом.
Энвер публично поблагодарил турецких армян за лояльность во время сарыкамышской операции, направив письмо архиепископу Коньи. В письме Энвер сообщил, что обязан жизнью армянскому офицеру из Сиваса, который вынес его с поля боя во время панического бегства. На пути от Эрзерума до Константинополя он также выразил благодарность турецким армянам за «полную преданность османскому правительству». В Константинополе, однако, Энвер заявил издателю газеты «Танин» и вице-президенту османского парламента, что поражение стало результатом армянской измены и что настало время депортировать армян из восточных областей. Асатурян связывает это изменение в позиции Энвера с попыткой спасти свой престиж и оправдаться за поражение. В феврале против османских армян были приняты чрезвычайные меры. Около 100 000 армянских солдат османской армии были разоружены, у гражданского армянского населения было конфисковано оружие, разрешённое им с 1908 года. За разоружением, по свидетельствам очевидцев, следовало жестокое убийство армянских военнослужащих, им перерезали горло или закапывали живьём.
Посол США в Турции Генри Моргентау охарактеризовал это разоружение как прелюдию к уничтожению армян. В некоторых городах власти угрожали массовыми репрессиями, а также удерживали в заложниках в тюрьмах сотни человек, пока армяне не соберут определённое властями количество оружия. Кампания по разоружению армян сопровождалась жестокими пытками. Собранное оружие часто фотографировалось и посылалось в Стамбул в качестве доказательства «предательства», что стало предлогом для общего преследования армян.

### Организация депортации армян
Разоружение армян сделало возможным проведение систематической кампании против армянского населения Османской империи, которая заключалась во всеобщей высылке армян в пустыню, где они были обречены на смерть от банд мародёров или от голода и жажды. Депортации были подвергнуты армяне из почти всех основных центров империи, а не только из приграничных районов, затронутых военными действиями. Организаторы геноцида поставили задачу полностью очистить восточные провинции империи от армянского населения в том числе и для того, чтобы армяне не могли претендовать на автономию по причине их минимального населения в этих провинциях
Вначале власти собирали здоровых мужчин, заявляя, что доброжелательно настроенное к ним правительство, исходя из военной необходимости, готовит переселение армян в новые дома. Собранные мужчины заключались в тюрьму, а затем выводились из города в пустынные места и уничтожались с использованием огнестрельного и холодного оружия. Затем собирались старики, женщины и дети, которым также сообщали, что они должны быть переселены. Их гнали колоннами под конвоем жандармов. Тех, кто не мог продолжать идти, убивали; исключения не делались даже для беременных женщин. Жандармы выбирали по возможности длинные маршруты или заставляли людей идти обратно по тому же маршруту, пока от жажды или от голода не умирал последний человек.
Первая фаза депортации началась с высылки армян Зейтуна и Дёртйола в начале апреля 1915 года. 24 апреля была арестована и депортирована армянская элита Стамбула, депортации подверглось также армянское население Александретты и Аданы. 9 мая правительство Османской империи приняло решение выслать армян восточной Анатолии из мест компактного проживания. Из-за опасений, что депортируемые армяне могут сотрудничать с русской армией, высылка должна была производиться на юг, однако в хаосе войны этот приказ не был выполнен. После ванского восстания началась четвёртая фаза депортаций, согласно которой должны были быть высланы все армяне, проживающие в приграничных районах и Киликии.
26 мая 1915 года Талаат представил «Закон о депортации», посвящённый борьбе с выступающими против правительства в мирное время. Закон был утверждён меджлисом 30 мая 1915 года. Хотя армяне там не упоминались, было ясно, что закон был написан о них. 21 июня 1915, во время заключительного акта депортации, Талаат приказал выслать «всех армян без исключения», живших в десяти провинциях восточного региона Османской империи, за исключением тех, кто был признан полезным для государства. Депортация производилась согласно трём принципам: 1) «принцип десяти процентов», согласно которому армяне не должны были превышать 10 % от мусульман в регионе, 2) количество домов депортированных не должно было превышать пятидесяти, 3) депортированным запрещалось менять места их назначения. Армянам запрещалось открывать собственные школы, армянские деревни должны были находиться на расстоянии не менее пяти часов езды друг от друга. Несмотря на требование депортировать всех армян без исключения, значительная часть армянского населения Стамбула и Эдирне не была выслана из опасения, что иностранные граждане станут свидетелями этого процесса. Армянское население Измира было спасено губернатором Рахми-беем, полагавшим, что высылка армян нанесёт смертельный удар по торговле в городе. 5 июля границы депортации были ещё раз расширены за счёт западных провинций (Анкара, Эскишехир и пр.), Киркука, Мосула, долины Евфрата и пр. 13 июля 1915 года Талаат заявил, что депортация была проведена для «окончательного решения армянского вопроса», что фактически означало устранение проблемы армян в Османской империи.

### Первые депортации
В середине марта 1915 года британско-французские силы атаковали Дарданеллы. В Стамбуле начались подготовительные мероприятия для переноса столицы в Эскишехир и эвакуации местного населения. Боясь присоединения армян к союзникам, правительство Османской империи намеревалось провести депортацию всего армянского населения между Стамбулом и Эскишехиром. В это же время состоялось несколько заседаний центрального комитета Иттихат, на которых глава «Специальной организации» Бехаэддин Шакир представил доказательства деятельности армянских групп в восточной Анатолии. Шакиру, утверждавшему, что «внутренний враг» не менее опасен, чем «внешний враг», были даны расширенные полномочия. В конце марта — начале апреля «Специальная организация» попыталась организовать резню армян в Эрзеруме и направила в провинции для антиармянской агитации наиболее радикальных эмиссаров Иттихат, в том числе Решид-бея (тур. Reşit Bey), который чрезвычайно жестокими методами, включая аресты и пытки, искал оружие в Диярбакыре, а затем стал одним из наиболее фанатичных убийц армян. Танером Акчамом высказывалась версия, что решение о всеобщей депортации армян было принято в марте, однако тот факт, что депортация из Стамбула так и не была проведена, может означать, что на тот момент судьба армян всё ещё зависела от дальнейшего хода войны.
Несмотря на утверждения младотурок, что депортации были ответом на нелояльность армян на Восточном фронте, первые депортации армян были произведены под руководством Джемаля не в соседних с восточным фронтом районах, а из центра Анатолии (Киликии) в Сирию. После поражения в египетской кампании он оценил армянское население Зейтуна и Дёртйола как потенциально опасное и решил изменить этнический состав подконтрольной ему территории на случай возможного продвижения союзных держав, впервые предложив депортацию армян. Депортация армян началась 8 апреля с города Зейтун, население которого веками пользовалось частичной независимостью и находилось в конфронтации с турецкими властями. В качестве основания приводилась информация о якобы существующей секретной договорённости между армянами Зейтуна и российским военным штабом, однако никаких враждебных действий армяне Зейтуна не предпринимали.
В город были введены три тысячи турецких солдат. Часть молодых мужчин Зейтуна, включая нескольких дезертиров, напавших на турецких солдат, бежала в армянский монастырь и организовала там оборону, уничтожив, согласно армянским источникам, 300 солдат (турецкие указывают майора и восемь солдат), прежде чем монастырь был захвачен. По сообщениям армянской стороны, нападение на солдат было местью за непристойное поведение этих солдат в армянских деревнях. Большинство армянского населения Зейтуна не поддерживало мятежников, лидеры армянской общины убеждали мятежников сдаться и позволили правительственным войскам расправиться с ними. Однако лишь небольшое количество османских чиновников готово было признать лояльность армян, большинство было убеждено, что армяне Зейтуна сотрудничают с врагом. Министр внутренних дел Талаат выразил благодарность за помощь армянского населения в поимке дезертиров армянскому патриарху Константинополя, однако в более поздних сообщениях изображал эти события как часть общего с иностранными державами армянского восстания — точка зрения, поддерживаемая турецкой историографией. Несмотря на то, что основное армянское население не поддержало сопротивление османской армии, оно, тем не менее, было депортировано в Конью и пустыню Дер Зор, где позже армян либо убивали, либо оставляли погибать от голода и болезней. Вслед за Зейтуном, та же судьба постигла жителей других городов Киликии. Эти депортации произошли до событий в Ване, которые османские власти использовали в качестве обоснования антиармянской кампании. Действия османского правительства были явно несоразмерными, однако они ещё не охватывали всю территорию империи.
Депортация армян Зейтуна проясняет важный вопрос, связанный со сроками организации геноцида. Некоторая часть армян была выслана в город Конью, который находился далеко от Сирии и Ирака — мест, куда позже, в основном, депортировались армяне. Джемаль утверждал, что лично выбрал Конью, а не Месопотамию, чтобы не создавать препятствий для транспортировки боеприпасов. Однако после апреля и за пределами юрисдикции Джемаля часть депортированных армян направлялась в Конью, что может означать существование плана депортаций уже в апреле 1915 года.

### Ванское восстание
После поражения под Сарыкамышем город Ван представлял важный стратегический интерес как для турецкой, так и для русской сторон. С 1914 года Дашнакцутюн, имевшая значительное влияние в городе, тайно накопила большое количество оружия. После подхода российских добровольцев под командованием Андраника в Сарай османские власти потребовали у дашнаков выдачи армянских дезертиров, бежавших из турецкой армии, отрезали город от телефонного сообщения и занялись поборами среди местного населения, в итоге вылившимися в столкновения между солдатами и чете (мусульманскими бандитами) с одной стороны и армянскими группами самообороны с другой. В феврале 1915 года губернатором Вана, единственной области империи, где армяне составляли большинство, был назначен шурин Энвера — Джавдет-бей, известный своей склонностью к насилию и терроризировавший армянское население во время кампании по изъятию оружия. Джавдет только что возвратился из неудачного похода в Персию, и его сопровождало несколько тысяч курдских и черкесских нерегулярных солдат, так называемые «батальоны мясника». Турецкое правительство в конце 1914 года отмечало возможность восстания в Ване, утверждая, что армян и некоторые персидские племена в районе Вана вооружают враги Турции. Армянские лидеры Вана пытались успокоить власти и выразили покорность Джавдету. В начале марта 1915 года Джавдет потребовал у армян Чатака под страхом смертной казни и депортации семей предоставить всех мужчин от 18 до 45 лет (4000 мужчин, а также многочисленных дезертиров) в качестве рабочих для армии. Армяне предоставили лишь 400 человек, а вместо остальных предложили уплатить так называемый «налог на освобождение» (разрешённая законом уплата определённой денежной суммы взамен службы в армии), что было отвергнуто Джавдетом. Ещё один инцидент произошёл, когда Джавдет отправил армяно-турецкую группу из восьми человек в село Шадах, где нужно было разобраться в истории с помещением в тюрьму армянина. По дороге все четыре армянских члена группы были убиты. 17 апреля Джавдет направил «батальоны мясника» для уничтожения армян Чатака, однако недисциплинированное войско напало на ближайшие армянские сёла.
Массовые убийства начались 19 апреля, когда в окрестностях Вана было убито около 2500 армян, а в ближайшие несколько дней ещё около 50 тысяч. Нападения на армян провоцировались Иттихат, что позднее признавалось двумя генерал-губернаторами Вана, Ибрахимом Арвасом и Хасаном Ташином. Мусульманам под страхом смерти запрещалось защищать армян. Армяне Вана, ожидая нападения, несколько недель укрепляли свою часть города и в течение четырёх недель оказывали эффективное сопротивление. Население армянской части Вана составляло около 30 тысяч человек, среди которых лишь 1500 было вооружено. Оружие частично изготавливалось кустарным способом. 16 мая, когда русская армия подошла к Вану, турки вынуждены были уйти, и русский генерал Николаев провозгласил в Ване армянское правительство. Через шесть недель отступили уже русские, забирая тех армян, кто мог уйти.
События в Ване не имели заранее запланированного характера, армяне стремились поддержать коридор для потенциального бегства в Персию, а Джавдет использовал репрессии для подавления видящейся ему «армянской угрозы». Его действия не были типичными для того времени. В это же время происходили восстания курдов в районе Битлиса и ассирийцев в Башкале.

### Продолжение депортаций
Если общая депортация и не была заранее запланирована, тем не менее после совещаний в марте 1915 года представители Иттихат развернули агитацию за массовые убийства армян. События в Ване и убийство, согласно официальной турецкой статистике, 150 000 мусульман (Халил Берктай даёт оценку в 12 000 убитых армянами мусульман во всей восточной Анатолии за 1915 год), также были использованы османскими властями как предлог для антиармянских действий.
24 апреля в Константинополе были арестованы 235 видных армян, которые затем были сосланы. Вслед за этим последовал арест 600 армян, затем ещё пяти тысяч. Большинство из них было убито в окрестностях Стамбула. Эти действия не были санкционированы каким-либо законом, а в разговоре с послом США Генри Моргентау Талаат характеризовал эти действия как «самооборону». 30 мая советом министров Османской империи был принят закон о высылке, согласно которому военное командование было уполномочено подавлять вооружённое сопротивление населения и депортировать подозреваемых в измене и шпионаже. Для придания законности предусматривались охрана высланных и компенсация утерянного имущества, однако на деле ни одно из этих условий не выполнялось. Главную роль в уничтожении армян играла расположенная в Эрзеруме «Особая организация» — Тешкилят-и Махсуса, насчитывающая до 34 000 членов и в значительной степени состоявшая из «четтес» — выпущенных из тюрем преступников. «Особая организация» подчинялась непосредственно Талаату. Впервые она проявила себя в репрессиях против армян в декабре 1914 года в районах, оставленных отступающими русскими войсками, за полгода до событий в Ване, послуживших официальной причиной депортации армян. Активное участие в массовых убийствах принял также Бехаэддин Шакир, возглавлявший спецслужбы страны и создавший специальные эскадроны смерти.
18 апреля в окрестностях Эрзерума состоялся массовый турецкий митинг, на котором армян обвинили в предательстве, а помогающих им мусульман предупредили о том, что они также разделят судьбу армян. В течение следующих недель армяне эрзерумской области стали объектом серии нападений турок. В середине мая произошла резня в Хынысе и его окрестностях, где было убито 19 000 армян. Армяне из других деревень области депортировались в Эрзерум, большинство из них умерло от голода, жажды и истощения, а оставшихся в живых сбрасывали в реку со склонов ущелья Кемах. Большинство из 65 тысяч армянских жителей Эрзерума в течение июня — июля было депортировано и убито в ущелье Кемах, остальных депортировали в Алеппо и Мосул, где некоторым удалось выжить. В Эрзеруме было оставлено около ста армян, которые работали на важных военных объектах. Армяне Эрзинджана также в основном были вырезаны в ущелье Кемах. У армян Байбурта, ещё одного города Эрзерумской области, вначале отобрали деньги и молодых девушек, дав заверения безопасности, затем на них напали «четтес». Пытавшихся бежать обратно в Эрзинджан расстреливали жандармы.
Женщины и дети из Орду были погружены на баржи под предлогом транспортировки в Самсун, а затем вывезены в море и выброшены за борт. В ходе трибунала 1919 года начальник полиции Трапезунда показал, что отправлял молодых армянок в Стамбул в качестве подарка губернатора области лидерам Иттихат. Подверглись надругательству девушки-армянки из больницы Красного полумесяца, где губернатор Трапезунда насиловал их и держал в качестве наложниц. Южная часть турецкой Армении очищалась от армян Джевдетом и его «батальонами мясника». Несмотря на законопослушное поведение армян Битлиса, Джевдет вначале потребовал у них выкуп, а затем повесил многих из них. 25 июля город был окружён войсками Джевдета, и после недолгой осады армянская часть города капитулировала. Мужчины были убиты, молодые девушки отданы местным туркам и курдам, остальное армянское население отправлено на юг и утоплено в Тигре. Всего в Битлисе было убито около 15 000 армян, их дома были переданы турецким и курдским мухаджирам.
Одновременно было вырезано армянское население в сёлах вокруг Битлиса. После Битлиса Джевдет отправился в район Муша, где после майских нападений турок и курдов на армян действовало временное перемирие. После прибытия сил Джевдета в область начались пытки лидеров армянской общины, мужское население было заколото штыками, женщины и дети согнаны в конюшню и сожжены заживо. Затем Джавдет и турецко-курдские отряды напали на армян Сасуна, которые защищались, пока у них не закончились боеприпасы и еда. В городах на побережье Чёрного моря армян загружали на корабли, а затем топили. Уничтожению были подвергнуты также армяне протестантской и католической конфессий. В Харпуте, вместе с 13 тысячами армянских солдат, были убиты студенты и преподаватели Евфратского колледжа, основанного американскими миссионерами. Та же участь постигла армян Мерзифона, в котором под управлением американских протестантских миссионеров действовал Анатолийский колледж. После высылки большинства из 12 тысяч армян Марсована президент колледжа через американского посла добился гарантий безопасности для членов колледжа от Энвера и Талаата, однако губернатор округа заявил, что ему ничего неизвестно о гарантиях и депортировал оставшихся армян в пустыню, где они и умерли. Подверглись высылке и армяне Анкары, большинство из которых принадлежало к католической конфессии.
В отличие от прежних депортаций, которые не отличали невиновных с точки зрения властей армян от «виновных» в пределах местных армянских общин, депортации из Киликии уже не делали различия между армянскими революционными и лоялистическими сообществами. Эти депортации не зависели также от близости к границе и касались всех армян Османской империи. Этим депортированным не предоставлялась еда, что означало фактическую смерть от голода. Им не обеспечивалась защита, и по дороге они подвергались грабежам и насилию нерегулярных османских сил, курдских, черкесских и других мусульманских племён, в результате чего до конечного пункта в пустыне доходило около 20 %. То же самое происходило с армянами всей Восточной Анатолии. Армяне западных провинций относительно беспрепятственно дошли до Дер Зора, где впоследствии в большинстве умерли или были убиты. Считается, что практика общего разрушения армянских общин Анатолии началась 24 апреля 1915 года, когда были арестованы и депортированы в Анкару лидеры армянской общины Константинополя. К середине июня почти все они были убиты. А к этому времени уже были почти полностью уничтожены армянские общины Битлиса и Эрзерума. 9 июня министерство внутренних дел направило губернатору Эрзерума требование продать имущество депортированных армян, возвращение которых уже не ожидалось. В течение лета ареал депортаций расширялся, включая районы современной Сирии. Согласно плану депортаций, армяне не должны были превышать 10 % местного населения, что отражало страх младотурок перед концентрацией армян. Есть основания предполагать, что убийства до 150 000 человек в лагерях вокруг пустыни Дер Зор были совершены черкесами, чеченцами и арабами, чтобы не допустить скопления большого количества армян в одном месте.
Одно из самых ярких свидетельств резни оставили четыре арабских оттоманских чиновника, перешедшие на сторону русских и впоследствии рассказавшие подробности депортации Марку Сайксу. Так, по словам лейтенанта Саида Ахмеда Мухтэра Аль-Бааджа, находившегося в Трапезунде в 1915 году, он знал, что высылка армян означает резню, и ему был известен официальный приказ расстреливать дезертиров без суда. Лейтенант Саид Ахмед сообщил, что в секретном приказе вместо слова «дезертиров» было «армян», что свидетельствует о понимании центральной властью преступности своих действий и желании их скрыть.
Убийства армян сопровождались грабежами и воровством. По свидетельству торговца Мехмета Али (тур. Mehmed Ali), Асент Мустафа и губернатор Трапезунда Джемаль Азми присвоили армянских драгоценностей стоимостью от 300 000 до 400 000 турецких золотых фунтов (на тот момент около 1 500 000 долларов США). Американский консул в Алеппо докладывал в Вашингтон, что в Турции действовала «гигантская схема разграбления». Консул в Трапезунде сообщал, что ежедневно наблюдает, как «толпа турецких женщин и детей следовала за полицией как стервятники и захватывала всё, что могла унести», и что дом комиссара Иттихат в Трапезунде полон золотом и драгоценностями, которые составляют его долю от грабежей.
К концу лета значительная часть армянского населения империи была убита. Несмотря на попытки османских властей это скрыть, добравшиеся до Европы беженцы рассказали об истреблении армянского населения. 27 апреля армянский католикос призвал США и Италию вмешаться, чтобы остановить резню. Союзные державы публично осудили резню армян турками и курдами при попустительстве османских властей, однако в условиях войны не могли ничего сделать для реального облегчения их участи. В Великобритании после официального расследования была выпущена книга документов «Отношение к армянам в Османской империи», в Европе и США начался сбор средств для беженцев. Уничтожение армян в центральной и западной Анатолии продолжалось и после августа 1915 года.
Российские власти и общественность предпринимали усилия по предоставлению гуманитарной помощи беженцам (сперва только христианам, а с весны 1916 года — и мусульманам), для чего было организовано специальное ведомство во главе с генералом Михаилом Тамамшевым. При содействии Всероссийского союза городов была организована сеть столовых на оккупированных российской армией территориях. Тем не менее превалировали военные соображения — так, в августе 1916 года командующий Кавказской армией генерал Юденич запретил армянским беженцам возвращаться на покинутые ими земли: «возвращение жителей на занятые нами в Турции земли преждевременно, так как усложнит и без того сложный вопрос поставок продовольствия в эти регионы»; оставшееся же население было направлено на сельскохозяйственные работы в непосредственном тылу для нужд армии. Позднее генерал-губернатор оккупированных районов генерал Пешков также публично обосновывал этот запрет нежеланием провоцировать «нежелательную панику и ненужные жертвы», имея в виду опыт эвакуации российской армией в августе 1916 года перед лицом турецкого наступления 50 тысяч армян из Вана, Битлиса и Муша в Басен и Игдир: после эвакуации российские власти столкнулись с проблемой снабжения переселенцев продовольствием и медикаментами. В связи с продовольственной проблемой весной 1915 года Юденич выступил также с предложением переселить на брошенные курдами районы Алашкерта, Диядина и Баязета казаков, которые наряду с армянами должны были бы обеспечивать провизией 4-й казачий корпус, которое, будучи поддержано на словах гражданской администрацией, так и не было, впрочем, реализовано. Как и на других фронтах, российская армия из военных соображений практиковала и принудительные локальные депортации местного населения: так, около Эрзерума было выселено более 10 тысяч армян из десятиверстовой прифронтовой зоны непосредственно в район города, что ещё более ухудшило ситуацию с продовольствием. Протесты армянского населения вызвало и принятое в июне 1915 года решение командующего Араратским отрядом генерал-майора Николаева разрешить курдам вновь поселиться в окрестностях Вана. Помимо преследовавших военные и гуманитарные цели переселений армянского населения российскими властями, генерал-губернатор Пешков планировал и более масштабную акцию, имевшую в виду депортацию всех армян к востоку от озера Ван, а курдов — к югу; в районах Трапезунда и Эрзерума разрешалось проживание только тех армян, которые проживали в этих регионах в довоенное время; должен был быть установлен режим апартеида с раздельным проживанием разных национальностей. Этот план, впрочем, также не был претворён в жизнь.

### Медицинские эксперименты над армянами
В качестве одного из оправданий уничтожения оттоманских армян использовалось биологическое обоснование. Армяне именовались «опасными микробами», им присваивался более низкий биологический статус, чем мусульманам. Главным пропагандистом этой политики был доктор Мехмет Решид, губернатор Диарбекира, первым распорядившийся прибивать подковы к ногам депортируемых. Решид практиковал также распятие армян, имитируя распятие Христа. Официальная турецкая энциклопедия 1978 года характеризует Решида как «прекрасного патриота».
Отсутствие приемлемых бытовых условий и медикаментов привело к распространению в турецкой армии эпидемий, унёсших жизнь каждого десятого солдата. По распоряжению врача Третьей армии Тевфика Салима для разработки вакцины против сыпного тифа в центральной больнице Эрзинджана проводились эксперименты над армянскими солдатами и кадетами военных училищ, большинство из которых погибло. Косвенные свидетельства указывают на участие в этих экспериментах и Бехаэддина Шакира. Эксперименты непосредственно проводил профессор медицинской школы Стамбула Хамди Суат, вводивший пациентам кровь, заражённую тифом. После окончания войны во время рассмотрения этого дела стамбульским трибуналом Хамди Суат был помещён в клинику медицинской школы на принудительное лечение по причине «острого психоза».
Сегодня в Турции Хамди Суат считается основателем турецкой бактериологии, и ему посвящён мемориальный дом-музей в Стамбуле. Его эксперименты были одобрены главным санитарным инспектором Оттоманских вооружённых сил Сулейманом Нуманом (тур. Süleyman Numan). Эксперименты вызвали протесты немецких врачей в Турции, а также нескольких турецких врачей. Один из которых, Джемаль Хайдар (тур. Cemal Haydar), лично присутствовавший при экспериментах, в открытом письме министру внутренних дел в 1918 году охарактеризовал их как «варварские» и «научные преступления». Хайдара поддержал главный врач больницы Красного полумесяца Эрзинджана доктор Салахеддин, предложивший властям помощь в розыске виновных в организации и проведении медицинских экспериментов. Министерство обороны отвергло эти обвинения в свой адрес, однако Хайдар и Салахеддин подтвердили показания. Хайдар повторил об убийствах сотен армян в результате медицинских экспериментов, а по заявлению Салахеддина, на него оказывали давление, вынуждая его замолчать. В результате политической неразберихи переходного периода организаторам эксперимента удалось избежать наказания. Хамди Суат впоследствии опубликовал результаты своих исследований, где описывались эксперименты над «осуждёнными преступниками».
В результате расследования, проведённого военным трибуналом 1919 года, стали также известны факты отравления армянских детей и беременных женщин руководителем санитарно-гигиенических служб и департамента здравоохранения Трапезунда Али Сейбом (тур. Ali Saib). Отказывающихся принимать яд насильно заставляли принимать его или топили в море. Выживших после депортации армян, добравшихся до лагерей Месопотамии, Сейб убивал, вводя им смертельную дозу морфия или отравляющих веществ. Французские и турецкие свидетели подтверждали факты отравления детей в больницах и школах. Сейбом использовались также мобильные паровые бани (тур. Etüv), в которых детей убивали перегретым паром.

### Оборона армян
Армянское население, жившее в районе горы Муса-даг, недалеко от Антиохии, предвидя уничтожение, в июле 1915 года бежало от властей в горы и там организовало успешную оборону, отражая атаки османских войск в течение семи недель. Около 4000 человек были спасены французским военным судном и вывезены в Порт-Саид. Часть оборонявшихся впоследствии вступила во французский Восточный легион и особенно проявила себя в сражении против турок при Араре в 1918 году. Об обороне Муса-дага написана широко известная книга Франца Верфеля «Сорок дней Муса-Дага».
Крупные организованные сопротивления были также в Урфе, Муше, Сасуне и Ване.

### Выступления турок и немцев против уничтожения армян
Исследование помощи армянам со стороны мусульман затруднены, помощь армянам во многих случаях каралась смертью и, соответственно, скрывалась. Тем не менее известны многочисленные случаи спасения армянских детей турецкими семьями, а также случаи протестов османских чиновников, отказывавшихся принимать участие в убийствах армянского населения. Против депортации армян выступили глава города Алеппо Мехмед Джеляль-бей, заявивший, что армяне защищаются и что право жить — естественное право любого человека, и запретивший любые репрессии против армянского населения, а также губернаторы Смирны Рахми-бей и Адрианополя Хаджи Адил-бей. Джеляль-бей в июне 1915 года был отстранён от управления городом. Командир концентрационного лагеря в пустыне Дер-Зор, Али Суэд Бей, пытавшийся облегчить участь армян, был смещён с должности, и на его место поставлен Зеки-бей, проявлявший к армянам исключительную жестокость. Один из лидеров младотурок, Джемаль-паша, в своих мемуарах писал о том, что он пришёл в ужас от преступлений против армян и пытался смягчить их участь, однако историки подвергают это высказывание сомнению.
Представители союзной туркам немецкой стороны в большинстве пассивно потворствовали репрессиям против армян. Немецкий посол барон фон Вангенхайм, несмотря на подробную картину, представляемую ему консулами, протестовал только против мелких нарушений. И лишь третий, после фон Вангенхайма, немецкий посол граф фон Вольф-Меттерних оценил действия Иттихат как шовинизм, направленный на уничтожение армян. Немецкий миссионер Иоганнес Лепсиус сумел посетить Стамбул в 1915 году, однако его просьбы к Энверу о защите армян остались без ответа. По возвращении в Германию Лепсиус без особого успеха пытался привлечь общественное внимание к положению армян в Турции. Доктор Армин Вегнер, служащий в Турции при фельдмаршале фон Гольце, собрал большой архив фотографий. Его фотография армянской женщины, идущей под турецким конвоем, стала одним из символов геноцида армян. В 1919 году Вегнер написал письмо президенту США Вильсону, в котором сообщил известные ему подробности уничтожения армян. Мартин Нипаж (нем. Martin Niepage), немецкий преподаватель технической школы в Алеппо, в книге 1916 года оставил описания варварских убийств армян.
- Останки убитых армян (фотография опубликована в 1918 году в книге посла США Генри Моргентау
- Армяне, уничтоженные в Алеппо[115]
- Колонна армян движется
под вооружённой охраной. Апрель 1915 года

## Османская империя и Республика Армения в 1918—1923 годах
По условиям Мудросского перемирия, союзные державы обязывались наказать турок и наградить армян. Настаивая на контроле над стратегическими путями, освобождении военнопленных и уходе турецких войск из Закавказья, Британия согласилась заменить требование вывода турецких войск из шести армянских вилайетов на право союзников ввести в эти вилайеты войска «в случае беспорядков». Тем не менее союзные страны не собирались выполнять этот пункт договора. При эвакуации из Эриванской области турецкая армия ограбила и вывезла всё, что возможно: запасы продовольствия, домашний скот, орудия труда, одежду, мебель и даже двери, окна и железнодорожные шпалы. Когда армянская армия в декабре 1918 года заняла Александрополь, на железной дороге не было ни одного локомотива или железнодорожного вагона. Зима 1918—1919 года в лишённой продовольствия, одежды и медикаментов Армении сопровождалась массовой гибелью людей. Выжившие в условиях голода и мороза становились жертвами сыпного тифа. В результате погибли почти 200 000 армян, то есть 20 % населения Армении. В 1919 году при рождаемости 8,7 смертность составляла 204,2 человека на 1000 жителей. Действия османской армии при отступлении из Армении некоторыми историками расцениваются как продолжение геноцида.
Процесс изгнания и уничтожения турецких армян завершился серией военных кампаний в 1920 году против беженцев, вернувшихся в Киликию, и во время резни в Смирне, когда войска под командованием Мустафы Кемаля вырезали армянский квартал в Смирне, а затем, под давлением западных держав, разрешили эвакуироваться оставшимся в живых. С уничтожением армян Смирны, последней уцелевшей компактной общины, армянское население Турции практически прекратило существование на своей исторической родине. Оставшиеся в живых беженцы рассеялись по миру, образовав диаспоры в нескольких десятках стран.

## Спорные вопросы. Демография, сроки и принятие «окончательного решения»

### Армянское население Турции
Одним из наиболее спорных вопросов является количество жертв, ответ на который часто зависит от политических предпочтений. Точный подсчёт числа жертв невозможен, и оценка базируется на косвенных признаках и свидетельских показаниях. Одним из таких признаков является численность армянского населения Османской империи.
С момента возникновения армянского вопроса, демографический вес армян стал в Турции вопросом политическим, призванным показать, что армяне составляли лишь незначительное меньшинство среди мусульманского населения. Под прикрытием реформ в 1864—1866 годах Эрзерумский вилайет, бывшее губернаторство Эрменистан, был разделён на семь частей управляемых муташерифами (тур. Mutasarrıf). Часть территорий Эрзерумского вилайета были переданы провинции Диарбакир. Тем не менее армяне составляли значительную долю населения вилайета, и в 1878 году Эрзерумский вилайет путём удаления целых районов от него и добавления других был разделён на четыре вилайета: Эрзерум, Ван, Хаккяри и Муш. В 1886 году Порта разделила Армянское нагорье, на этот раз на более мелкие административные единицы. Последняя перекройка районов произошла в 1895 году, восемь вилайетов были объединены в шесть новых административных единиц. При демографических подсчётах османское правительство считало отдельно ортодоксальных армян от армян католиков и протестантов, от греков и сирийцев, в то время как турки, туркоманы, курды, кызылбаши, езиды и пр. считались совместно.
Первая перепись населения в Османской империи 1844 года показала около 2 000 000 армян в Азиатской Турции. В 1867 году на Всемирной выставке в Париже руководство империи заявило о 2 000 000 армян в Малой Азии и 400 000 в европейской Турции. Согласно данным армянского патриархата, в 1878 году численность армян в Османской империи составляла 3 000 000 человек: 400 000 в европейской Турции, 600 000 в западной Малой Азии, 670 000 в вилайетах Сивас, Трапезунд, Кайсери и Диарбакир и 1 330 000 на Армянском нагорье. В официальной переписи 1881—1893 годов число армян резко падает до 1 048 143 человек. Даже с учётом потерь в 1878 году Карса и Ардагана такое уменьшение численности армян можно объяснить только манипуляциями с цифрами. Ежегодником османского правительства (тур. Salname) за 1882 год налог, выплачиваемый немусульманскими мужчинами, был рассчитан в размере 462 870 турецких фунтов, однако согласно тому же ежегоднику совет министров Турции ожидал поступлений от этого налога в два раза больше, что косвенно подтверждает занижение численности немусульманского населения в два раза. Официальная перепись показывала отсутствие армян в некоторых городах, в отношении которых достоверно известно об их наличии. Османская перепись 1907—1908 годов вызывает те же вопросы, что и предыдущая. Согласно этой переписи, армянское население Эрзерума, Битлиса и Вана осталось тем же, несмотря на резню 1894—1896 годов. Раймонд Кеворкян, подробно анализируя демографические данные, полагает, что эта перепись не имела отношения к реальному подсчёту армянского населения и только повторила данные предыдущей переписи, которые, в свою очередь, были занижены в два раза. В 1912 году армянская патриархия оценила численность армян в вилайетах Ван, Битлис, Мамурет уль-Азиз, Диарбекир, и Эрзерум в 804 500 человек. В 1914 году патриархия провела более точные подсчёты, которые показали 1 845 450 армян на территории империи. Уменьшение армянского населения более чем на миллион можно объяснить резнёй 1894—1896 годов, бегством армян из Турции и насильственным обращением в ислам. Кроме того, перепись не была полной, так как переписчики патриархии не имели доступа ко всем армянонаселённым пунктам, особенно если они контролировались курдскими племенами. Наиболее показательно это для вилайета Диарбакир, армянское население которого, согласно официальным данным, составляло 73 226 человек, согласно подсчётам патриархии — 106 867, а весной 1915 года из вилайета было депортировано 120 000 армян. Официальная османская статистика оценивала армянское население империи в 1915 году в 1 295 000 человек.
Согласно «Британнике», существуют оценки от 1 млн до более 3,5 млн. Современные оценки армянского населения Османской империи колеблются между 1 500 000 и 2 500 000 человек.

### Численность жертв
Конкретная оценка числа жертв может зависеть от взятой за основу оценки общей численности армянского населения (см. #Армянское население Турции). Ещё одним параметром, влияющим на оценку числа жертв, является период времени, который рассматривается как длительность геноцида: современные оценки колеблются между неполным 1915 годом и периодом с 1915 по 1923 год.
28 сентября 1915 года губернатор Диарбекира Решид-бей в телеграмме Талаату сообщал, что он выслал из области 120 000 армян, в то время как официальная османская статистика показывала почти в два раза меньшую численность. В августе 1915 года Энвер-паша сообщил Эрнсту Якху (нем. Ernst Jackh) о 300 000 погибших армян. Согласно Иоганнесу Лепсиусу, было убито около 1 миллиона армян, в 1919 году Лепсиус пересмотрел свою оценку до 1 100 000 человек. По его данным, только во время османского вторжения в Закавказье в 1918 году было убито от 50 до 100 тысяч армян. Эрнст Зоммер из «Немецкого союза помощи» (нем. Deutscher Hilfsbund Deutscher Hilfsbund für christliches Liebeswerk im Orient) оценил число депортированных в 1 400 000 человек, а оставшихся в живых — в 250 000. 20 декабря 1915 года консул Германии в Алеппо Рёсслер сообщил рейхсканцлеру, что исходя из общей оценки армянского населения в 2,5 млн, оценка числа погибших в 800 000 является вполне вероятной и может быть ещё выше. Одновременно он отметил, что если за основу оценки будет взята численность армянского населения в 1,5 млн, то число погибших следует пропорционально уменьшить (то есть, оценка числа погибших будет составлять 480 000).
Согласно Лепсиусу, в ислам было насильно обращено от 250 000 до 300 000 армян, что вызвало протесты некоторых мусульманских лидеров империи. Так, муфтий Кютахьи объявил противоречащим исламу насильственное обращение армян. Обращение в ислам не имело религиозного смысла для лидеров младотурок, которые были неверующими, однако оно преследовало политические цели разрушения армянской идентичности и уменьшения численности армян, чтобы подорвать основу для требований автономии или независимости со стороны армян.
Современные оценки числа жертв разнятся от 200 000 (некоторые турецкие источники и Стенфорд Шоу в первом издании «History of the Ottoman Empire and modern Turkey») до более 2 000 000 армян (некоторые армянские источники и Рудольф Руммель). Рональд Сюни называет диапазон оценок от нескольких сотен тысяч до 1,5 млн человек. По мнению «Энциклопедии Османской империи», наиболее консервативные оценки указывают число жертв около 500 000 человек, а более высокой является оценка армянских учёных в 1,5 млн. Согласно «Британнике», погибло от 600 000 до 1 500 000 армян, Гюнтер Леви сообщает о 642 000, Эрик-Ян Цюрхер предполагает от 600 000 до 800 000 жертв, Роджер Смит называет «более миллиона», «Энциклопедия геноцида» считает, что было уничтожено до 1,5 миллиона армян, согласно Руммелю, было уничтожено 2 102 000 армян (из них 258 000 — проживавших за пределами Османской империи). Согласно Дугласу Говарду, большинство историков оценивают число жертв в диапазоне от 800 000 до 1 000 000. По мнению Ричарда Ованнисяна, до последнего времени наиболее распространённой оценкой была цифра 1 500 000 человек, однако в последнее время в результате политического давления Турции эта оценка пересматривается в сторону понижения. Согласно Армену Марсубяну, большинство историков оценивают число жертв от 1 до 1,5 миллиона человек. Профильные энциклопедии дают следующие оценки: «Encyclopedia of Genocide» — около 1 миллиона к 1918 году, «Encyclopedia of Genocide and Crimes Against Humanity» — около 1,2 миллиона, «Dictionary of Genocide» — не менее 1 миллиона, но ближе к 1,5 миллиона погибших, Оксфордская энциклопедия экономической истории — 1,5 миллиона погибших.

### Принятие «окончательного решения»
Другим спорным вопросом является время принятия решения об уничтожении армянского населения Турции. Историки, рассматривающие эту проблему (аналогично историкам Холокоста), делятся на две группы: «интенционалистов», которые считают, что турки давно вынашивали планы уничтожения армян, а события конца XIX — начала XX веков являются репетицией массового уничтожения армян в 1915 году, и «функционалистов», которые полагают, что события носили достаточно случайный характер и произошли под воздействием представлений об армянской угрозе, возникших во время Первой мировой войны. Так, «интенционалист» Ваагн Дадрян видит важную причину в исламе, представляющем неподвластную изменениям догму. Дадрян обосновывает свои взгляды тем, что убийства чаще всего происходили после пятничных молитв, на которых муллы призывали к джихаду против армян. Его оппоненты возражают, приводя пример спасения армян мусульманами и отмечая тот факт, что репрессии против армян начались в Османской империи после эпохи Танзимат, когда империя отказалась от главенства религиозных законов и попыталась встать на путь модернизации. «Функционалисты», например, Рональд Сюни и Дональд Блоксхэм, видят причины ликвидации армянской общины в последствиях поражения Османской империи под Сарыкамышем. Анализируя точку зрения «функционалистов», другой исследователь, Асатурян, отмечает, что идеи геноцида вызревают на почве социальной дискриминации и в коллективных мифах, свойственных доминантной группе. Тем не менее среди исследователей существует консенсус относительно того, что «окончательное решение» было принято после восстания 1915 года в Ване. Крайние позиции в этом споре занимают многие историки из Армении, полагающие, что вся история Османской империи является прелюдией к уничтожению армян, и историки Турции, в большинстве вообще отрицающие целенаправленное уничтожение армянской общины.
Ричард Ованнисян отмечал: «В то время как период с 1894 по 1922 год можно рассматривать как непрерывный поток насильственных действий по ликвидации армянского присутствия в Османской империи, цели Абдул-Хамида в 1890-х годах были совершенно иными, чем у младотурок в 1915 году. Осаждённый султан прибегнул к массовым убийствам в своих тщетных попытках сохранить старый порядок, в то время как младотурки совершили геноцид, чтобы отменить статус и создать новый порядок и новую систему отсчёта, в которой вообще не было места армянам».

## Уничтожение культурного наследия
|                                                                        |  |
| Монастырь Святых Апостолов, Муш, фотография начала XX века и 2010 года |  |

Уничтожение армянского населения сопровождалось кампанией по уничтожению армянского культурного наследия. Армянские памятники и церкви взрывались, кладбища распахивались под поля, где сеяли кукурузу и пшеницу, армянские кварталы городов разрушались или занимались турецким и курдским населением и переименовывались.
До первой мировой войны в Турции существовало 30 епархий армянской церкви, но с уничтожением и изгнанием армянского населения осталась только одна епархия, которая находится в ведении Константинопольского патриаршества. В 1914 году за армянским Константинопольским Патриархатом числилось не менее 2549 приходов, в том числе свыше 200 монастырей и не менее 1600 церквей. В период проведения политики геноцида и после этнических чисток было уничтожено множество армянских памятников архитектуры. Многие храмы были разрушены, ещё большее количество было преобразовано в мечети и караван-сараи. До 1960 года турецкая политика заключалась в планомерном уничтожении исторических свидетельств пребывания армян на территории Турции. Только в 1960-х годах учёные подняли вопрос о регистрации и спасении памятников армянского духовного наследия. В 1974 году учёные идентифицировали в Турции 913 зданий армянских церквей и монастырей. Более половины из этих памятников не сохранилось до наших дней, а из тех, что остались, 252 были разрушены и только 197 находятся в более или менее пригодном состоянии.
В конце 1980-х и в начале 1990-х британский историк и писатель Уильям Далримпл нашёл свидетельства продолжающегося разрушения армянских исторических памятников. Хотя многие памятники ветшали из-за землетрясений или по невниманию властей, а также из-за крестьян-златоискателей, ищущих армянские сокровища, зарытые, как они считали, под церквями, есть и явные случаи преднамеренного разрушения. Ранее французский историк Дж. М. Тьерри был приговорён заочно к трём месяцам работ за то, что пытался воссоздать план армянской церкви города Ван. Он же отмечал, что в 1985 году власти хотели снести армянскую церковь в Ошкаванке, но им это не удалось, так как этому воспротивились местные жители, которые использовали её в качестве зернохранилища. По мнению Уильяма Далримпла, уничтожение армянских памятников ускорилось после появления армянских террористических организаций, нападавших на турецких официальных лиц.
Ярким примером уничтожения армянского наследия, согласно Уильяму Далримплу, является расположенный около города Карс монастырский комплекс Хцконк, состоящий из пяти церквей, который с 1915 года до конца 1960-х годов был официально запрещён для посещения. По свидетельствам очевидцев, монастырь был взорван с помощью динамита частями регулярной армии, которая также проводила учебные стрельбы по зданиям комплекса. К моменту посещения историком монастыря уцелела лишь церковь Св. Саргиса XI века, стены которой были значительно повреждены. Другим примером является полуразрушенная церковь Варагаванк, превращённая в сарай. Базилика IX столетия рядом с Ерзинджой была превращена в склад с огромным отверстием в стене, проделанным для въезда транспорта. Армянский собор в Эдессе (ныне — Шанлыурфа) был преобразован в пожарное депо в 1915 году, а в 1994 году из него сделали мечеть, разрушив при этом ненужные для мечети христианские постройки. В 1987 году Европейский парламент призвал Турцию улучшить условия охраны архитектурных памятников. Аналогичная попытка с ограниченным успехом была предпринята Всемирным фондом памятников. В результате международного давления была восстановлена церковь Святого Креста на озере Ван.
После проведённого геноцида армян в Турции армянские названия были заменены на турецкие. Армянские памятники культуры были либо разрушены, либо приведены в негодность. Попытки устранить память об Армении включали в себя и изменение географического названия «Армянское плато» на «Восточную Анатолию».

## Операция «Немезида»
В 1919 году на IX съезде Дашнакцутюн в Бостоне было принято решение уничтожить лидеров младотурок, участвующих в убийствах армян. Операция получила имя древнегреческой богини мщения — «Немезида». Большинство заговорщиков составляли армяне, спасшиеся от геноцида и полные решимости отомстить за гибель своих семей.
Самой известной жертвой операции стал министр внутренних дел Османской империи и один из членов османского триумвирата Талаат-паша. Талаат, вместе с другими лидерами младотурок, бежал в Германию в 1918 году, однако был обнаружен и убит Согомоном Тейлиряном в марте 1921 года в Берлине. После ареста Тейлиряна общественное мнение было настроено против него, однако появившиеся в процессе суда сведения о массовых убийствах армян изменили настроение общественности. В итоге Тейлирян был оправдан по причине «временной потери рассудка, возникшей из-за пережитых страданий, вызванных действиями правительства триумвирата».

## Турецкий военный трибунал 1919—1920 годов
После поражения Османской империи в 1918 году и Мудросского перемирия страны-победители потребовали от Турции наказать виновных в преступлениях против военнопленных и армян. Отдельную позицию занимала Британия, настаивавшая в первую очередь на наказании за жестокое отношение к британским военнопленным, и только потом за уничтожение армян. К началу работы трибунала основные руководители Иттихат — Талаат, Энвер, Джемаль, Шакир, доктор Назим, Бедри и Азми — бежали за пределы Турции.
Согласно обвинению, депортации не были продиктованы военной необходимостью или дисциплинарными причинами, а были задуманы центральным комитетом Иттихат, и их последствия ощущались в каждом углу Османской империи (тур. Memaliki Osmaniyenin hemen ee tarafnda). В доказательствах трибунал в основном опирался на документы, а не на свидетельские показания. Трибунал посчитал доказанным факт организованного убийства армян лидерами Иттихат (тур. taktil cinayeti). Трибунал признал отсутствующих на суде Энвера, Джемаля, Талаата и доктора Нэзима виновными и приговорил их к смертной казни. Из присутствующих на суде обвиняемых трое были осуждены на смертную казнь через повешение.

## Турецкая республика и армянский вопрос
После образования Турецкой республики политическая и интеллектуальная элита не чувствовала какой-либо потребности дистанцироваться от уничтожения армянской общины или от людей, руководивших погромами и массовыми убийствами. Политическая элита в основном состояла из бывших функционеров Иттихат, из которых многие лично принимали участие в уничтожении армян и находились в коалиции с региональными лидерами и племенными вождями, получившими большую прибыль от депортации армян и греков. Обсуждение армянского вопроса могло разрушить эту коалицию. В октябре 1927 года на съезде Республиканской партии Мустафа Кемаль в течение нескольких дней рассказывал о том, как в борьбе за независимость создавалась турецкая нация. Текст Кемаля был принят в качестве официальной турецкой истории и рассматривался государством как сакральный. Уголовное законодательство Турции считает преступлением критическое обсуждение кемалистской версии истории, что делает невозможными дебаты в турецком обществе. По официальной статистике, в 1927 году в Турции проживало 77 400 армян. Согласно Лозаннскому договору, Турция обязалась предоставить гарантии безопасности, свободного развития и некоторые льготы армянам в числе других национальных меньшинств. Однако положения этого договора не исполнялись. Армяне Турции продолжали бежать из страны или ассимилироваться. «Закон о фамилиях», принятый 21 июня 1934 года, требовал от греков, евреев и армян отказываться от традиционных фамилий и принимать новые турецкие. Во время Второй мировой войны в Турции был введён избирательный налог на имущество, разоривший множество торговцев — греков, армян и евреев.
В последние годы в Турции академическая наука, турецкие интеллектуалы, пресса и гражданское общество начинают обсуждать армянский вопрос, что вызывает противодействие националистов и турецкого правительства. Редактор армянской газеты Грант Динк, писатели Орхан Памух и Элиф Шафак, издатель Рагип Зараколу были обвинены в оскорблении «турецкости», Динк и Зараколу были осуждены. 19 января 2007 года Грант Динк был убит 17-летним турецким националистом, его похороны в Стамбуле вылились в демонстрацию, где десятки тысяч турок шли с плакатами «Мы все армяне, мы все Гранты». В то же время часть турецкого общества восприняла убийцу Динка как национального героя.

## Доказательства геноцида армян
Аргументы в пользу того, что кампания против армян носила систематический и централизованный характер, базируются на многочисленных свидетельствах нетурецких очевидцев (консулов, военнослужащих, медсестёр, учителей, миссионеров), показаниях турецких чиновников и оставшихся в живых армян. Утверждение об организации целенаправленного уничтожения армян вошло в итоговое обвинение на судебном процессе против лидеров младотурок. До настоящего времени не предоставлено никаких документов из турецких архивов, как-либо свидетельствующих о целенаправленности уничтожения армян, что, возможно, объясняется уничтожением этих документов или действующей на сегодня в Турции цензурой. Недоказанными или фальшивыми считаются так называемые «телеграммы Талаата», опубликованные в 1920 году. Оригиналы телеграмм отсутствуют, однако анализ, проведённый Дадряном, показывает, что содержимое этих телеграмм косвенно подтверждается материалами процесса против лидеров младотурок. Освобождённые от армян территории заселялись мухаджирами из Фракии или Болгарии, которые не могли бы добраться до Киликии и турецкой Армении без организационной помощи и планирования, что также служит аргументом, свидетельствующим о соучастии очень высоких официальных кругов в программе уничтожения армян.
Президент Турции Эрдоган заявил в 2019 году, что Турция готова в любой момент открыть архивы для изучения событий 1915 года.

## Отрицание геноцида армян
Отличие отрицания геноцида армян от других форм опровержений геноцида, обычно проводящихся частными людьми или организациями, состоит в официальной и всесторонней поддержке Турецкой Республики, что делает его более академически респектабельным и политически мотивированным. Турецкая республика тратит значительные средства на пиар-кампании по отрицанию и делает пожертвования университетам, обеспечивающим правдоподобность турецкой позиции. При очередном обсуждении признания геноцида парламентами или правительствами разных государств Турция угрожает им дипломатическими и торговыми санкциями и репрессиями к собственным меньшинствам. Чтобы уничтожить следы физического присутствия армян на территории Турции, в стране систематически разрушаются памятники армянской архитектуры.
Аргументы отрицателей обычно представляют собой модификации одного из следующих утверждений:
- массового убийства армян в Османской империи никогда не было;
- гибель армян произошла по неосторожности от голода и болезней во время высылки из зоны боевых действий;
- со стороны младотурок не было целенаправленной политики на уничтожение армян;
- гибель армян была следствием гражданской войны в Османской империи, в результате которой погибло также множество турок.

## Геноцид армян в культуре
Первым фильмом о событиях 1915 года является картина «Растерзанная Армения» (1919), от которой сохранился лишь 15-минутный отрывок. Первый документальный фильм «Где мой народ?» (англ. Where Are My People?, продюсер Майкл Акопян) вышел в 1965 году к 50-й годовщине событий. На рубеже XX и XXI веков было создано несколько документальных фильмов, например, «Скрытый Холокост» (англ. The Hidden Holocaust). Наиболее известные фотографии сделаны Армином Вегнером из немецкого Красного креста и консулом США Лесли Девисом. Турецкая республика оказывает препятствия попыткам снимать фильмы об уничтожении турецких армян. Устная традиция рассказов об убийствах отражается в песнях, которые считаются одним из доказательств геноцида. В творчестве американской рок-группы System of a Down, состоящей из музыкантов-армян, часто затрагивается тематика геноцида армян. Ещё в конце XIX века армянский художник Вардгес Суренянц посвятил ряд своих картин резне армян в Западной Армении. Многие картины Аршила Горки вдохновлялись его воспоминаниями о пережитых событиях.
Одним из ведущих армянских поэтов, погибших в 1915 году, был Сиаманто. Другой крупный поэт, Даниэл Варужан, также был арестован 24 апреля, позже замучен и убит вместе с Рубеном Севаком. Многие стихи Егише Чаренца, родившегося в Карсе и пережившего 1915 год в составе движения сопротивления, описывают ужасы резни. Самое известное литературное произведение на тему геноцида армян — роман Франца Верфеля «Сорок дней Муса-Дага».
Первый памятник, посвящённый массовым убийствам армян, был поставлен в виде часовни в 1950-х годах на территории армянского католикосата в городе Антелиас, Ливан. В 1965 году на территории католикосата в Эчмиадзине был сооружён памятник жертвам геноцида, состоящий из многочисленных хачкаров. В 1990 году памятная часовня была построена в сирийской пустыне Дер Зор, до настоящего времени являющаяся единственным памятником, стоящим на месте, связанном с убийствами армян. В 1967 году, через два года после того, как в 50-ю годовщину событий в Советской Армении прошли массовые несанкционированные демонстрации, в Ереване на холме Цицернакаберд («Ласточкина крепость») была завершена постройка мемориального комплекса. Сегодня Цицернакаберд является местом паломничества для армян и воспринимается общественным мнением как универсальный памятник армянскому геноциду.

## Юридическая сторона

### Международно-правовое признание
В совместной Декларации от 24 мая 1915 года стран-союзниц (Великобритания, Франция и Российская империя) убийства армян стали первым признанным преступлением против человечества:

Ввиду новых преступлений Турции против человечества и цивилизации, правительства Союзных государств публично заявляют Высокой Порте о личной ответственности за эти преступления всех членов Османского правительства, а также тех их агентов, которые вовлечены в такую резню.
— 24 мая 1915. Совместная декларация Франции, Великобритании и России
Признание геноцида армян является главной целью основных армянских лоббистских организаций, причём, кроме самого признания, озвучивались территориальные претензии и требование о выплате репараций Турцией. Чтобы добиться признания, армянские лоббисты привлекают на свою сторону парламентариев и влиятельных лиц, оказывают давление на правительства разных стран, организуют широкое освещение данного вопроса в обществе, основали институты, занимающиеся данным вопросом (Институт Зоряна, Армянский национальный институт). Армянская диаспора почти полностью представлена из прямых потомков жертв геноцида, и имеет достаточные материальные ресурсы, чтобы противостоять давлению Турции.
Геноцид армян признан и осуждён многими странами мира и влиятельными международными организациями. Первым массовые убийства армян официально осудил парламент Уругвая (1965). Уничтожение армян официально признали геноцидом (согласно международному праву) и осудили также Франция (1998, 2000, 2001, 2006, 2012),
Бельгия,
Нидерланды,
Швейцария — Национальный совет (нижняя палата парламента),
Швеция,
Россия (1995),
Польша,
Ливан (2000),
Италия,
Литва,
Греция,
Словакия,
Кипр,
Аргентина (2 закона, 5 резолюций),
Венесуэла,
Чили,
Канада (1996, 2002, 2004),
Ватикан,
Боливия (2014),
Австрия (2015),
Люксембург (2015),
Бразилия (2015),
Парагвай (2015), Германия (2016),
Чехия (2017), Португалия (2019), США (в 35 штатах на уровне закона), Латвия.
Убийства армян в Османской империи рассматривались несколькими международными организациями. В 1984 году «Постоянный трибунал народов» признал действия Османской империи геноцидом. К аналогичному выводу в 1997 году пришла Международная ассоциация исследователей геноцида

. 8 июня 2000 года в газетах «The New York Times» и «The Jerusalem Post» опубликовано заявление 126 исследователей Холокоста (в их числе Иегуда Бауэр, Израэль Чарни и Эли Визель), подтвердивших бесспорность факта геноцида армян в Первой мировой войне. В 2001 году совместная турецко-армянская комиссия по примирению обратилась в «Международный центр по вопросам правосудия переходного периода» для независимого заключения, являются ли события 1915 года геноцидом. В начале 2003 года МЦППП представил заключение, что события 1915 года попадают под все определения геноцида и употребление этого термина полностью оправдано.
США трижды (1916, 1919, 1920) принимали резолюции о массовых убийствах армян. 28 октября 2019 года Палата представителей США приняла резолюцию о признании геноцида армян. Резолюция Палаты представителей формально означает, что США признали геноцид армян. Она вступает в силу без одобрения Сената и президента США. Резолюция носит рекомендательный характер, признание США геноцида, несмотря на огромное символическое значение, не обязательно влияет на позицию госдепартамента и американских дипломатов. Вслед за Палатой представителей 12 декабря 2019 года Сенат США единогласно принял аналогичную резолюцию о признании геноцидом массового убийства армян в Османской империи в начале XX века. 24 апреля 2021 года президент США Джо Байден официально признал геноцид армян.
Геноцид армян признал Европарламент (1987, 2000, 2002, 2005, 2015), парламентская коалиция стран Южной Америки (Меркосур),
Подкомиссия ООН по предотвращению дискриминации и защите меньшинств, Парламент Латинской Америки (2015). Признание геноцида армян официально не является обязательным условием для вступления Турции в ЕС, однако некоторые авторы считают, что Турции придётся сделать это на пути к членству в ЕС.

#### Криминализация отрицания
В Швейцарии несколько человек были наказаны судом за отрицание геноцида армян. В октябре 2006 года Национальное собрание Франции приняло законопроект, представленный Валери Буайе, который рассматривал отрицание признанных Францией геноцидов как преступление; законопроект, предусматривающий тюремное заключение сроком до 1 года и штраф в 45 000 евро, был повторно принят 22 декабря 2011 года, а 23 января 2012 года Сенат подтвердил это решение. Турция осудила французский закон о преследовании отрицания геноцида. Группа французских депутатов подала запрос о соответствии принятого закона в Конституционный совет Франции, который постановил, что закон, вводящий наказание за отрицание признанных фактов геноцида, не соответствует конституции, так как является покушением на свободу выражения мнений и общения. В ответ на решение Конституционного совета Саркози потребовал от министров разработать новую редакцию закона.
17 декабря 2013 года ЕСПЧ признал нарушением права на свободу выражения мнения наказание, наложенное швейцарским судом на Догу Перинчека, публично отрицавшего геноцид армян, при этом не присудив никакой денежной компенсации Перинчеку. В отдельном пояснении к решению Большая палата суда отметила, что суд не занимался вопросом правомерности криминализации геноцида в принципе, но что в данном случае суд рассматривал только факты заявлений Перинчека, которые, по мнению суда, не содержат выражений ненависти или нетерпимости, и реализуют право Перинчека на свободу слова, гарантированную статьёй 10 Европейской конвенции по правам человека.

### Компенсация
В 2000 году конгресс Калифорнии принял закон, которым признал права наследников погибших в 1915 году армян на получение компенсаций у соответствующих страховых компаний. В 2003 году страховая компания New York Life начала выплату компенсаций родственникам жертв убийств армян 1915 года (общая сумма компенсаций составляет примерно $20 млн). Однако в августе 2009 года апелляционный суд штата Калифорния, США, принял решение аннулировать закон о выплате страховых компенсаций родственникам армян. Судья Дэвид Томпсон посчитал жалобы армян относительно выплаты им страховки лишёнными основания, поскольку «все эти события происходили за тысячи миль от США, следовательно штат Калифорния не несёт никакой ответственности перед этими людьми», и «Федеральное правительство США не приняло решение о признании геноцида армян».
Французская страховая компания «Акса» обязалась выплатить компенсацию ($17,5 млн) наследникам жертв.

### День памяти жертв
Ежегодно 24 апреля, в годовщину депортации армянской интеллигенции из Стамбула, миллионы армян и представителей других национальностей во всём мире отдают дань памяти жертвам геноцида армян. В Армении эта дата имеет важное значение и является нерабочим днем.
15 апреля 2015 года Европарламент объявил 24 апреля европейским Днём памяти жертв геноцида армян в Османской империи.
- Традиционное шествие к мемориальному комплексу Геноцида армян в Ереване, 2009 год
- Возложение цветов, 2014 год

## Памятники
- Памятник геноциду армян в Соборе Сорока Мучеников, Алеппо, Сирия (1989).
- Хачкар «К столетию геноцида армян» в Сызрани, Самарская область. На территории речного порта (2015).
- Также в 2015 году в Ростове-на-Дону возле церкви Сурб Арутюн был открыт памятник «Геноциду нет!», посвященный жертвам трагедии 1915 года[259].

### Комментарии
1. ↑  Полный текст декларации. Дата обращения: 7 мая 2021. Архивировано 10 мая 2021 года.
2. ↑  Степень участия центральных властей в антиармянских действиях не всегда известна. Подробнее в статье Массовые убийства армян в 1894—1896 годах
3. ↑  Так, во время убийств 1915 года помощь армянам иногда оказывалась мусульманскими лидерами, воспринимающими христиан как «людей книги» и, в отличие от расистской идеологии, имеющими место для совести.
4. ↑  Лейтенант Ованес Агинян, который вскоре погиб на фронте
5. ↑  Интервью османских офицеров Сайксу приводится сокращённо. Подробные цитаты приведены в книге Hovannisian R. G. The Armenian People from Ancient to Modern Times. — Palgrave Macmillan, 1997. — Vol. II. Foreign Dominion to Statehood: The Fifteenth Century to the Twentieth Century. — P. 262—265. — 493 p. — ISBN 0312101686, ISBN 9780312101688.
6. ↑  См. также интервью историка Халила Берктая из университета Сабанчи турецкой газете «Радикал» (Сюни, 2004).
7. ↑  Роль «Специальной организации» и Бехаэддина Шакира подробно рассмотрена в работе Akçam T. From Empire to Republic: Turkish Nationalism and the Armenian Genocide. — London: Zed Books Ltd, 2004. — 273 p. — ISBN 1842775278, ISBN 9781842775271., глава «The Decision for Genocide in Light of Ottoman-Turkish Documents»
8. ↑  Например, в отличие от отрицания Холокоста, в основном обусловленным расовыми мотивами.